# Jeanne Crain
Jeanne Crain, född 25 maj 1925 i Barstow, Kalifornien, död 14 december 2003 i Santa Barbara, Kalifornien, var en amerikansk skådespelare. Hon nominerades för en Oscar för bästa kvinnliga huvudroll som Patricia "Pinky" Johnson i En droppe negerblod från 1949.

## Biografi
Crains far var lärare i engelska vid Inglewood High School i Los Angeles; som elev där valdes Crain till Girl Queen för football-säsongen 1941. Under en skolutflykt till filmstudiorna i Hollywood uppmärksammades hon av Orson Welles, som lät henne provfilma för en roll i filmen De magnifika Ambersons, men han fann henne alltför omogen. 15 år gammal vann hon en skönhetstävling (Miss Long Beach), deltog i Miss America-tävlingen och började sedan som baddräktsmodell. År 1942 blev hon vald till Miss Camera Girl och upptäcktes av en talangscout när hon sålde bröd.
Crain lanserades som den vänliga, rara, glada och trevliga medelklassflickan i amerikanska filmer på 1940-talet. Hon medverkade i många romantiska komedier, bland annat i rollen som en svart flicka som betraktas som vit i Elia Kazans film En droppe negerblod.
Crain, som var djupt troende katolik, gifte sig 1946 med ingenjören Paul Brinkman. Deras äktenskap betraktades som ett av USA:s lyckligaste, men 1956 uppstod en kris i äktenskapet efter en artikel i en skvallertidning om Brinkman. Detta ledde till att Crain ansökte om skilsmässa. Paret återförenades på sin elfte bröllopsdag påföljande år och förblev gifta fram till Brinkmans död den 1 oktober 2003. Paret hade sju barn, av vilka två avled innan föräldrarna.
Jeanne Crain avled av en hjärtattack i sitt hem i Kalifornien, 78 år gammal.

## Filmografi i urval
- Tutti Frutti (1943)
- Vår i luften (1945)
- Min är hämnden (1945)
- Margie (1946)
- En vrå för två (1948)
- Min man – eller din? (1949)
- Solfjädern (1949)
- En droppe negerblod (1949)
- Dussinet fullt (1950)
- Vad ska folk säja? (1951)
- Livets glada karusell (1952)
- Joker i leken (1957)
- Nilens drottning (1961)
- Skyjacked (1972)